# Wu Ming-Yi

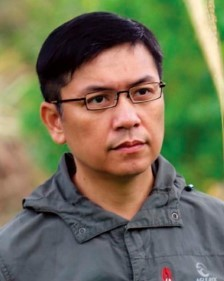
Wu Ming-Yi, 2021

Wu Ming-Yi (chinesisch 吳明益; * 20. Juni 1971 in Taoyuan) ist ein taiwanischer Autor von Romanen, Erzählungen und Sachbüchern, Künstler, Umweltaktivist und Professor für Chinesische Literatur in der Dong-Hwa-Nationaluniversität. Sein ökologischer Parabelroman  Der Mann mit den Facettenaugen (2011; im Original: 複眼人) wurde in mehr als zehn verschiedenen Sprachen veröffentlicht und die französische Übersetzung (L'homme aux yeux à facettes) wurde im Jahr 2014 mit dem Preis Prix du livre insulaire ausgezeichnet. Wu Ming-Yi ist auch der erste taiwanische Schriftsteller, der 2018 für den Man Booker International Prize mit seinem Roman The Stolen Bicycle (englische Übersetzung 2013) nominiert wurde.

## Leben
Wu Ming-Yi wurde 1971 in Taiyuan geboren. Er studierte Medienwissenschaften an der Fu-Jen-Universität in Neu-Taipeh und erlangte seinen Doktortitel in chinesischer Literatur von der Zentralen Nationaluniversität in Taoyuan. Er veröffentlichte seinen ersten Roman 本日公休 im Jahr 1997 beim Verlag Chiuko. Seit 2000 unterrichtet er chinesische Literatur und kreatives Schreiben an der Dong-Hwa-Nationaluniversität.
Er ist bekannt für seine Naturerzählungen und sein Engagement in der Umweltbewegung. Er gilt als einer der wichtigsten zeitgenössischen Schriftsteller Taiwans.
Am 12. März 2018 wurde Wu Ming-Yi für den Man Booker International Prize 2018 nominiert. Ursprünglich wurde er von der Preis-Organisatoren bei seiner Nominierung im März 2018 als ein Schriftsteller aus Taiwan beschrieben. Nach einer Intervention der chinesischen Botschaft in London wurde seine Staatsangehörigkeit auf der Webseite in „Taiwan, China“ geändert. Dazu erklärte Wu Ming-Yi auf seiner Facebook-Seite, dies sei „nicht meine persönliche Position zu diesem Thema“. Die Angelegenheit erregte die Aufmerksamkeit der britischen Medien. Das Außenministerium der Republik China (Taiwan) protestierte später über die Taipeh-Vertretung in Großbritannien ebenfalls gegen die Behandlung seitens der Booker Prize Foundation und forderte die Korrektur der Bezeichnung. Schließlich trafen die Veranstalter die Entscheidung, dass in Zukunft bei der Auszeichnung das „Land / Gebiet“ der Autoren angeben würde und nicht mehr ihre Nationalität. Nach Ostern wurde Wu Ming-Yi erneut als „Taiwan“ aufgeführt.

## Werke

### Romane
- 《本日公休》[Englisch]  We're Closed Today（Verlag Chiuko 九歌出版社, 1997）
- 《虎爺》 [Englisch]  Grandfather Tiger (Verlag Chiuko 九歌出版社, 2003)
- 《睡眠的航線》[Englisch]  Routes in the Dream (Verlag 2-fishes 二魚文化, 2007)
- 《複眼人》[Englisch]  The Man with Compound Eyes (Verlag Summer Festival 夏日出版社, 2011), [Deutsche Ausgabe] „Der Mann mit den Facettenaugen“ (Matthes & Seitz Berlin, Berlin 2022)
- 《天橋上的魔術師》 [Englisch]  The Magician on the Skywalk (Verlag Summer Festival 夏日出版社, 2011)
- 《單車失竊記》Das Gestohlene Fahrrad  (Verlag Cite Publishing Ltd. 麥田城邦文化, 2015)

### Erzählungen
- 《迷蝶誌》[Englisch]  The Book of Lost Butterflies（Verlag Wheat Field Press 麥田出版社, 2000; 2. Auflage Summer Festival 夏日出版社, 2010）
- 《蝶道》[Englisch]  The Dao of Butterflies（Verlag 2-fishes 二魚文化, 2003, 2. Auflage 2010）
- 《家離水邊那麼近》[Englisch]  So Much Water So Close to Home（Verlag 2-fishes 二魚文化, 2007）
- 《浮光》[Englisch]  Above Flame（Verlag ThinKingDom 新經典文化, 2014）